# Marco Lys
Marco Lys is een Italiaanse dj en producer uit Venetië, bekend om zijn bijdragen aan de house- en techhouse-scene. Met een carrière die meer dan dertig jaar omspant, heeft Lys een unieke sound ontwikkeld waarin hij elementen van house, techno en tribal grooves combineert. 

## Biografie
Marco Lys begon zijn muzikale carrière begin jaren 90, waarbij hij zijn eerste plaat in 1991 uitbracht. In de beginjaren experimenteerde hij met verschillende stijlen, maar na verloop van tijd ontwikkelde hij een herkenbare sound, sterk beïnvloed door de Chicago housemuziek uit de late jaren 80.
Zijn doorbraak op internationaal niveau kwam in 2009 toen hij samenwerkte met de Britse producer Chris Lake. Hun gezamenlijke track "La Tromba" behaalde wereldwijd succes en werd gevolgd door de uitgave van "Violins", waarmee hij zijn naam definitief vestigde in de internationale dancescene.
Gedurende zijn carrière heeft Marco Lys gedraaid in iconische clubs en op grote evenementen over de hele wereld, zoals het Ministry of Sound in Londen, het Ushuaïa Ibiza Beach Hotel en het Printworks in Londen. Hij deelde het podium met internationaal bekende artiesten als Axwell, Ingrosso, Erick Morillo en Fisher. Naast Europa treed hij ook veelvuldig op in de Verenigde Staten, Brazilië en Australië.
Een van zijn recente hoogtepunten is zijn remix van Cajmere’s klassieke track Brighter Days, die in 2023 viraal ging via sociale media zoals TikTok. Daarnaast bracht Lys samen met Luca Garaboni de track Fourth Dimension uit.
Marco Lys heeft muziek uitgebracht op labels zoals Black Book Records, Spinnin' Records, Armada Music, VIVa Music, Insomniac, Circus Recordings, Bambossa Records en Universal Music Group.  